# Font (Friburgo)
Font es una localidad y antigua comuna suiza del cantón de Friburgo, situada en el distrito de Broye a orillas del lago de Neuchâtel.

## Historia
En 1011 en los bienes que Rodolfo III de Borgoña regalaba a Ermengarda (su esposa), se encontraba el castillo de Font. En 1267, Aymon de Blonay cede el feudo a Pedro II de Saboya. El castillo fue incendiado por los suizos en 1475. Mientras que los derechos feudales fueron conservados por la familia de los Estavayer-Cheyres hasta 1488, cuando finalmente la región cayó bajo soberanía de la ciudad de Friburgo. La señoría de Font fue desmembrada por los friburgueses para crear la nueva señoría de La Molière a principios del siglo XIV. En 1520, Font junto con Châbles y Châtillon fueron juntados en una bailía, reunida en 1536 a La Molière. En 1608, con la compra de la señoría de Vuissens, la bailía pasó a denominarse Font-Vuissens. La residencia del baile estuve en Font hasta en 1608 antes de ser transferida a Vuissens. De 1803 a 1848 se encuentra en el distrito de Estavayer-le-Lac, y desde 1848 en el de Broye. Desde el 1 de enero de 2012 la comuna fue absorbida por la ciudad histórica de Estayer-le-Lac.

## Geografía
La localidad se encuentra situada a orillas del lago de Neuchâtel, en la denominada región de los Tres Lagos en la meseta suiza. La antigua comuna limitaba al noreste con la comuna de Vaumarcus (NE), al noreste con Estavayer-le-Lac, al sureste y sur con Lully, al "centro" con Châtillon, y al noroeste con Châbles.